# Luca De Angeli
Luca De Angeli est un coureur cycliste italien, né le 9 janvier 1976 à Pietrasanta. 

## Biographie
Après de nombreuses victoires chez les amateurs, Luca De Angeli passe professionnel en 2001 au sein de l'équipe Mercatone Uno de Marco Pantani, équipe où il avait été stagiaire l'année précédente. 
En 2003, il intègre la formation Colombia-Selle Italia. Il participe cette année-là au Tour d'Italie. Au mois de septembre, il remporte deux étapes du Tour du Sénégal et participe à la victoire de son coéquipier Leonardo Scarselli au classement général.
En 2005, il est contrôlé positif à l'EPO lors de la Semaine internationale Coppi et Bartali au mois de mars. Renvoyé par son équipe Colombia-Selle Italia, ce contrôle marque la fin de sa carrière. En 2011, il accuse son ancien manager Gianni Savio de lui avoir procuré à plusieurs reprises des substances interdites, dont de l'EPO,. Cependant les informations sont jugées peu fiables et aucune accusation n'a abouti.
Le 18 octobre 2017, une querelle éclate entre Luca De Angeli et son voisin Adil El Gazi, devant la maison de ce dernier. L'ex-cycliste, agacé par les questions concernant les places de stationnement, a pris le pistolet appartenant à El Gazi et a tiré cinq coups de feu, le blessant dans le dos. Le juge a fixé leur indemnité à 20 000 euros. De Angeli est condamné à une peine de dix ans de prison.

## Palmarès
- 1998
  - Trophée Tempestini Ledo
  - Mémorial Roberto Ricci
  - La Nazionale a Romito Magra
  - Gran Premio Industria del Cuoio e delle Pelli
  - Gara Ciclistica Montappone
  - 2e de la Coppa Giulio Burci
- 1999
  - Coppa Giulio Burci
  - La Nazionale a Romito Magra
- 2000
  - Trophée Matteotti espoirs
  - Trofeo Comune di Lamporecchio
  - Gran Premio Comune di Cerreto Guidi
  - Trofeo SC Corsanico
  - Gran Premio Industria del Cuoio e delle Pelli
  - Milan-Rapallo
- 2003
  - 5e et 9e étapes du Tour du Sénégal

## Résultats sur les grands tours

### Tour d'Italie
1 participation
- 2003 : 95e

## Classements mondiaux
| Année           | 2005  |
| --------------- | ----- |
| UCI Europe Tour | 1059e |